# Bodlok žlutý
Bodlok žlutý (Zebrasoma flavescens) je malá ryba z čeledi bodlokovití. Žije na korálových útesech v Indickém a Tichém oceánu na Havaji a na východě Japonska.

## Popis
Bodlok žlutý obvykle dorůstá zhruba 18 cm, samice jsou mírně větší než samci. Má zploštělé, zářivě žlutě zbarvené tělo s mírně prodlouženým rypcem a bílou skvrnou u základu ocasu. Na noc se zbarvení mění na mnohem méně nápadnější žlutohnědou, která mu pomáhá splynout mezi korálovými útesy.

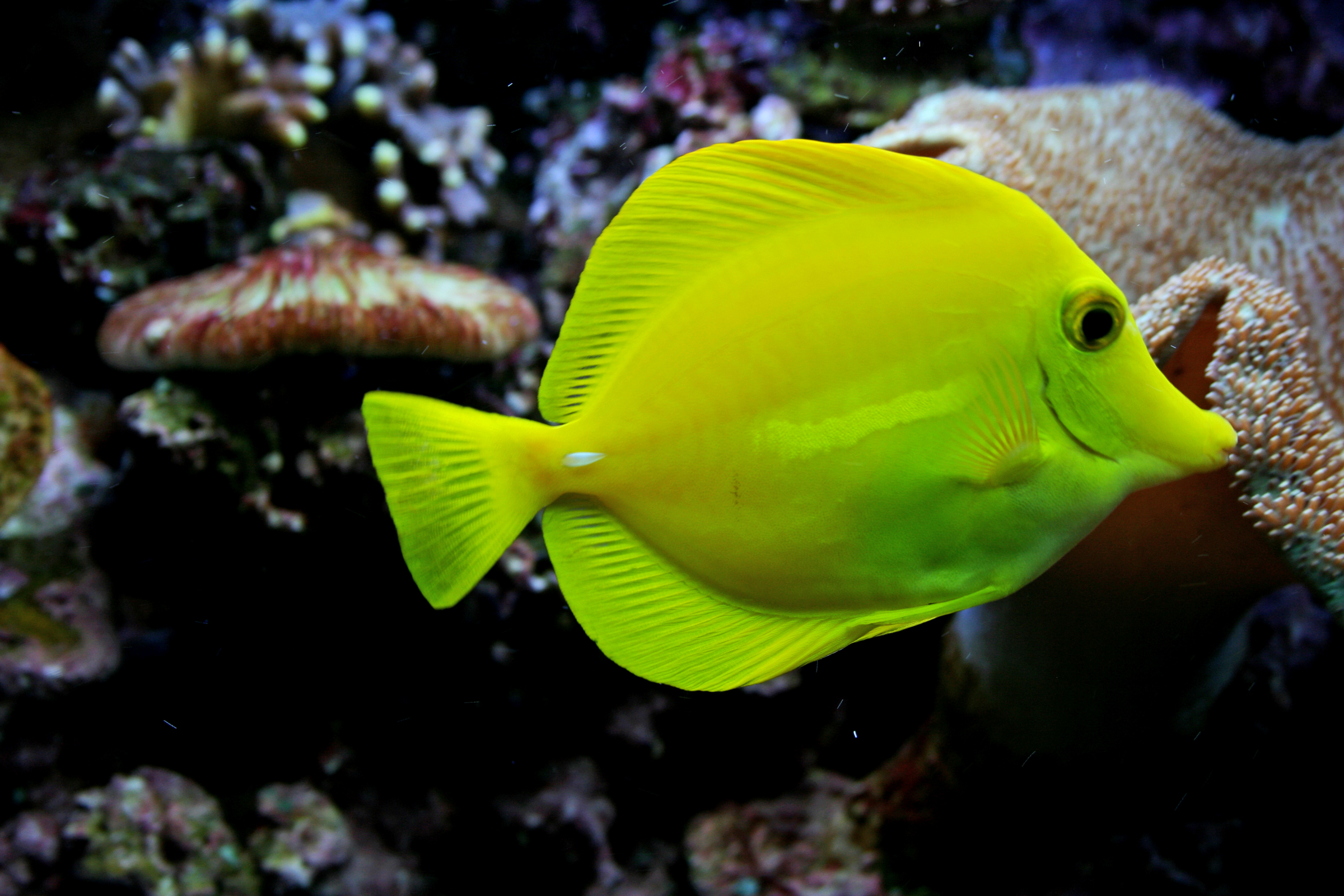
Bodlok žlutý v pražském akváriu Mořský svět.

## Potrava
Živí se především vodními rostlinami, v menší míře planktonem a jinými drobnými živočichy, v zajetí se mu často předkládá hlávkový salát nebo špenát. Ve volné přírodě často doprovází také vodní želvy, z jejichž krunýřů požírá porost řas.

## Hospodářské využití
Bodlok žlutý je díky svému výraznému zbarvení, nijak zvláště náročnému chovu a odolnosti oblíbenou mořskou akvarijní rybkou (v České republice ji můžeme spatřit např. v Mořském světě v Praze, v Zoo Olomouc, Ostrava, Brno aj.). Bez většího problému jej můžeme chovat i ve společnosti ostatních druhů bodloků nebo jiných, nejlépe stejně velkých mořských živočichů. Mezi sebou se však občas napadá, proto se doporučuje chov minimálně pěti jedinců. V akváriu také požaduje několik míst, v kterých se může ukrýt.